# Vermiglio
Pour le film, voir Vermiglio ou La Mariée des montagnes.
Vermiglio est une commune italienne d'environ 1 900 habitants située dans la province autonome de Trente, dans la région du Trentin-Haut-Adige, dans le Nord-Est de l'Italie.

## Géographie

### Communes limitrophes
Les communes limitrophes sont  Carisolo, Giustino, Ossana, Peio, Pellizzano, Ponte di Legno, Spiazzo et Strembo.

### Hameaux
Pizzano, Fraviano, Cortina, Borgonuovo, Stavel, Velon, Passo del Tonale.

## Culture
Le film Vermiglio ou La Mariée des montagnes, sorti en 2024, se déroule à Vermiglio à la fin de la Seconde Guerre mondiale.

## Administration
| Période                                  | Période | Identité | Étiquette | Qualité |
| ---------------------------------------- | ------- | -------- | --------- | ------- |
|                                          |         |          |           |         |
| Les données manquantes sont à compléter. |         |          |           |         |

## Personnalités liées à la commune
- Davide Magnini, skieur-alpiniste et athlète.